# آيت حسو (إكنيون)
آيت حسو هي إحدى مشيخات المملكة المغربية، تتبع جغرافيا لإقليم تنغير وإداريًا لإكنيون. يقدر عدد سكانها بـ 819 نسمة حسب الإحصاء الرسمي للسكان والسكنى لسنة 2004.